# Liancourt-Fosse
Liancourt-Fosse é uma comuna francesa na região administrativa de Altos da França, no departamento de Somme. Estende-se por uma área de 6,44 km². Em 2010 a comuna tinha 300 habitantes (densidade: 46,6 hab./km²).